# Hans Peter Laubscher (Archäologe)
Hans Peter Laubscher (* 22. August 1936 in Baden-Baden; † 12. Februar 1999 in München) war ein deutscher Klassischer Archäologe.

## Leben
Nach dem Abitur 1955 in Mannheim begann Hans Peter Laubscher das Studium der Klassischen Archäologie mit den Nebenfächern Altorientalische Philologie und Alte Geschichte an der Universität Heidelberg, wo er 1961 – nach zwischenzeitlichem Wechsel an die Freie Universität Berlin und einem Auslandsstudium in Rom – bei Roland Hampe mit der Dissertation Hellenistische Tempelkultbilder promoviert wurde. Die Arbeit wurde im selben Jahr mit dem Reisestipendium des Deutschen Archäologischen Instituts ausgezeichnet.
Nach der Rückkehr von der Stipendiatenreise war Laubscher von 1962 bis 1966 Referent an der Abteilung Istanbul des Deutschen Archäologischen Instituts. Von 1966 bis 1968 war er zunächst Wissenschaftlicher Assistent an der Universität Gießen. In gleicher Funktion wechselte er 1968 an die Universität Hamburg, wo er sich 1973 mit der Arbeit Der Reliefschmuck des Galeriusbogens in Thessaloniki habilitierte. Schon 1971 war er zum Wissenschaftlichen Rat ernannt worden, 1977 wurde Laubscher Professor an der Universität Hamburg. Im Wintersemester 1989/1990 nahm er einen Ruf auf eine Professur an die Universität München an, wo er bis zu seinem Tod wirkte.
Hans Peter Laubschers wissenschaftliches Interesse galt vor allem der Erforschung der hellenistischen Plastik. Sein Buch Fischer und Landleute. Studien zur hellenistischen Genreplastik (1982) kann als bahnbrechendes Werk für die Deutung hellenistischer Genredarstellungen betrachtet werden. Sein zweites bevorzugtes Forschungsfeld war die Selbstdarstellung der römischen Kaiser während der Tetrarchie (283/4–313 n. Chr.).

## Schriften (Auswahl)
- Der Reliefschmuck des Galeriusbogens in Thessaloniki. Gebr. Mann, Berlin 1975, ISBN 3-7861-2220-2.
- Arcus Novus und Arcus Claudii, zwei Triumphbögen an der Via Lata in Rom (= Nachrichten der Akademie der Wissenschaften in Göttingen, Philologisch-Historische Klasse Jahrgang 1976, Nr. 3). Vandenhoeck und Ruprecht, Göttingen 1976
- Fischer und Landleute. Studien zur hellenistischen Genreplastik. Zabern, Mainz 1982, ISBN 3-8053-0564-8.
- Ein tetrarchisches Siegesdenkmal in İznik (Nikaia). In: Jahrbuch des Deutschen Archäologischen Instituts 108, 1993, S. 375–397.
- Beobachtungen zu tetrarchischen Kaiserbildnissen aus Porphyr. In: Jahrbuch des Deutschen Archäologischen Instituts 114, 1999, S. 207–251.